# Прапор Кіровського району
Пра́пор Іслямтерецького райо́ну затверджений 21 березня 2008 року рішенням N215 XIX сесії Кіровської районної ради.

## Опис
Прямокутне полотнище із співвідношенням сторін 2:3 складається із червоної, зеленої, білої, зеленої та синьої горизонтальних смуг у співвідношенні 3:1:10:1:3. У центрі білої смуги малий герб району.